# Ōgimachi (metropolitana di Osaka)
Ōgimachi (扇町駅?, Ōgimachi-eki) è una stazione della Metropolitana di Osaka situata nell'area centrale della città, lungo la strada Sakaisuji. La serve la linea Sakaisuji e si trova vicino alla stazione di Temma dove è possibile prendere i treni della linea Circolare di Ōsaka. La stazione è indicata dal codice K12